# Asplenium sellowianum
Asplenium sellowianum là một loài thực vật có mạch trong họ Aspleniaceae. Loài này được C. Presl ex Hieron. miêu tả khoa học đầu tiên năm 1919.

## Hình ảnh

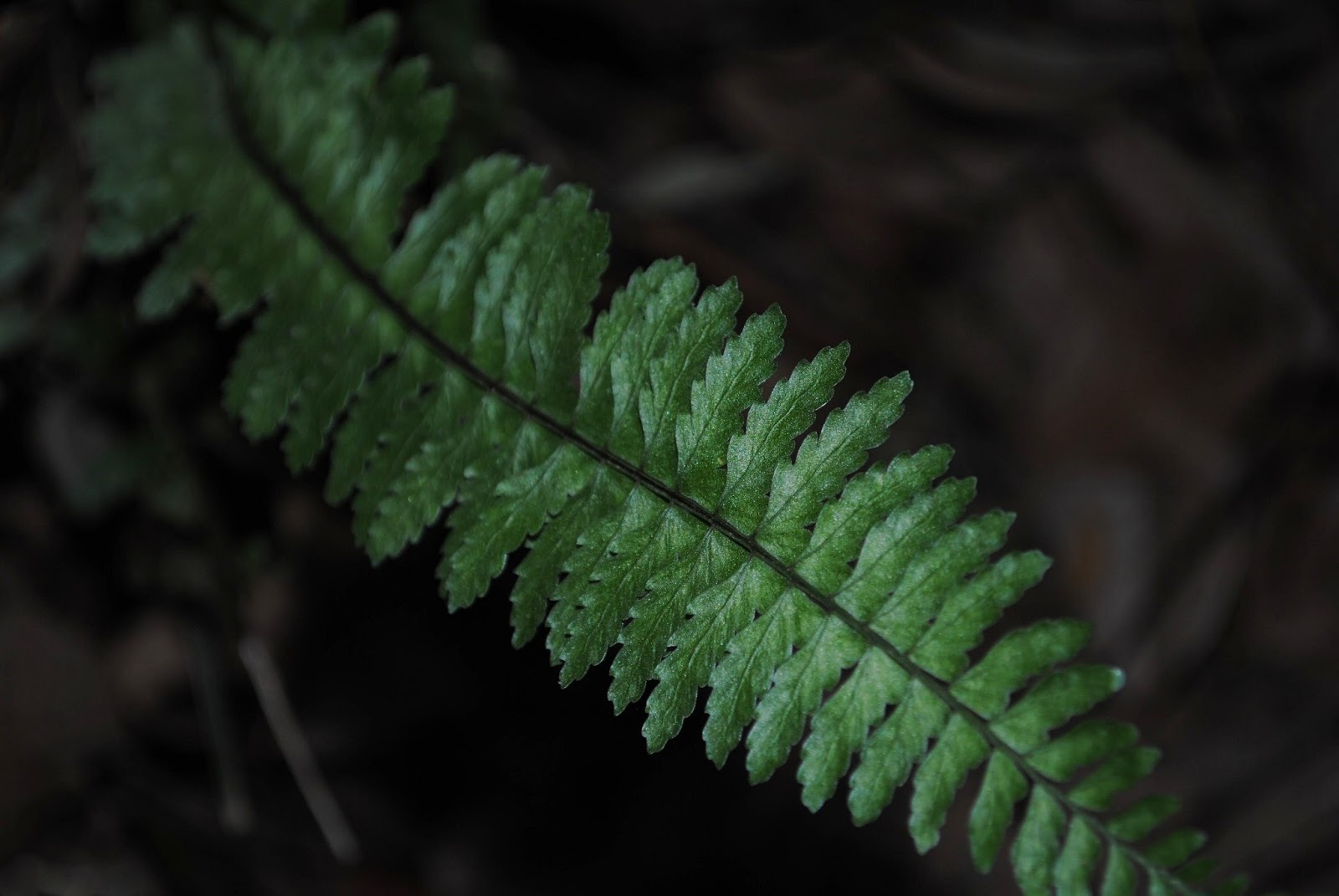
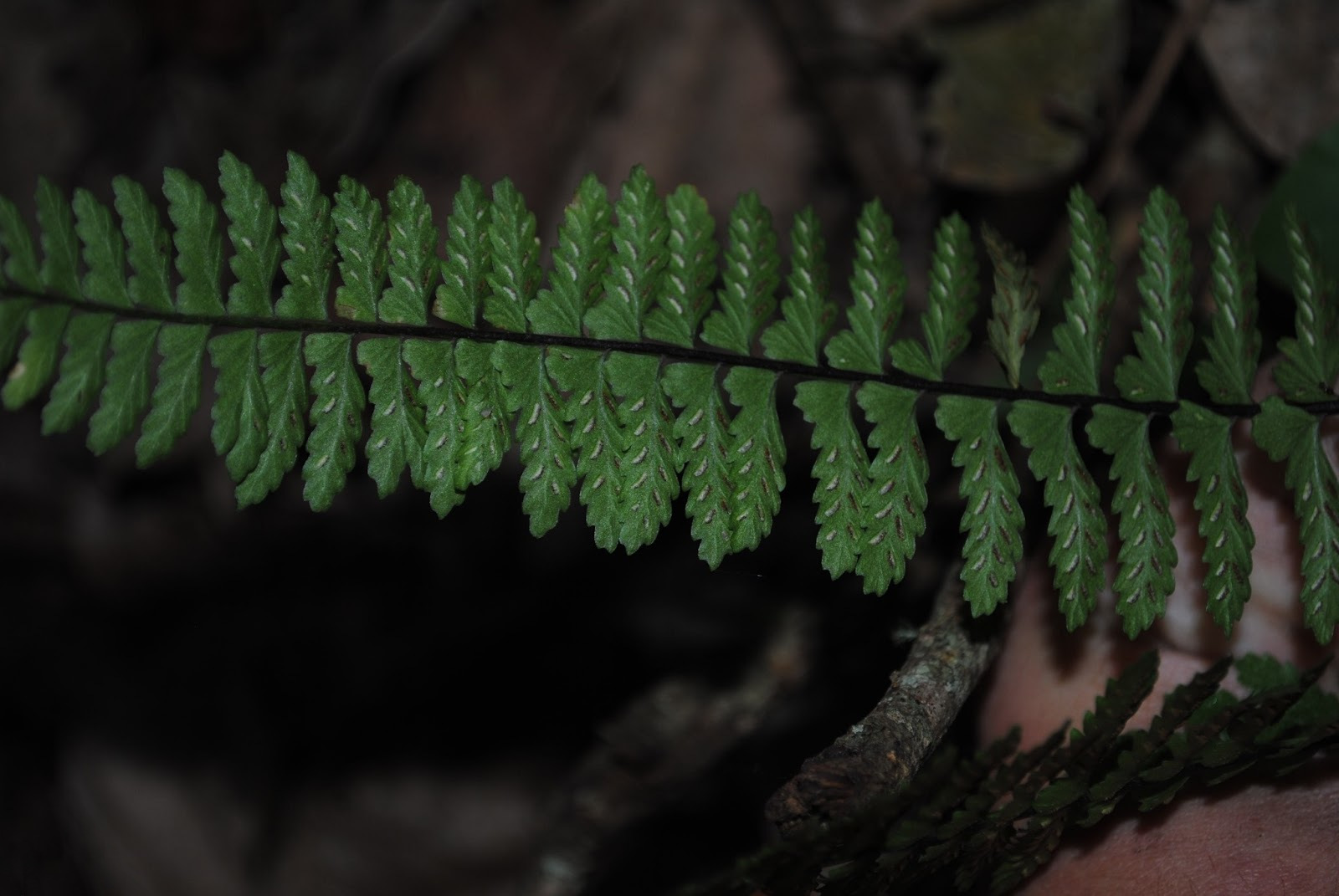
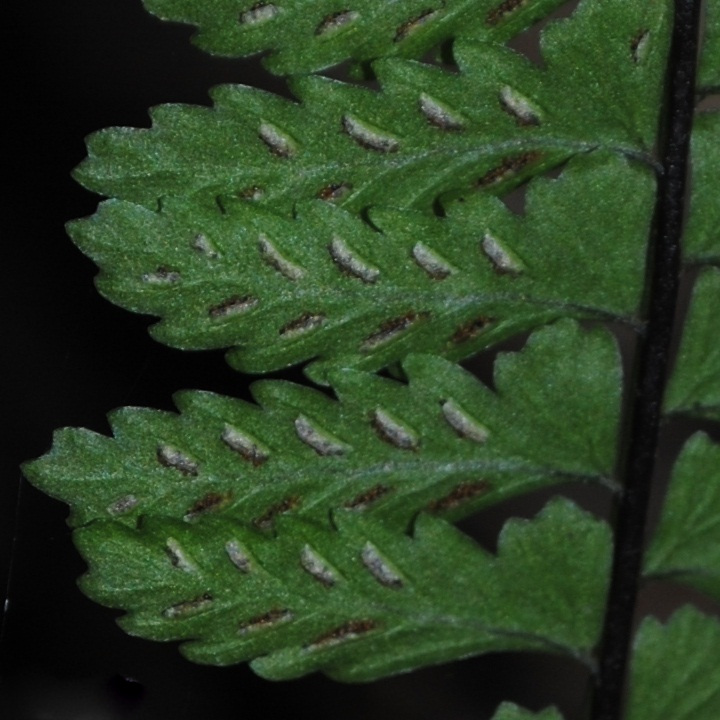